# جین اورایاما
جین اورایاما (انگلیسی: Jin Urayama؛ زادهٔ ۲۰ ژوئیهٔ ۱۹۵۶) بازیگر، و صداپیشه اهل ژاپن است.